# Буяк (Амурская область)
Буяк — упразднённая деревня в Магдагачинском районе Амурской области России.

## География
Урочище находится в центральной части Амурской области, на правом берегу реки Буяк, на расстоянии примерно 82 километров (по прямой) к юго-востоку от посёлка городского типа Магдагачи, административного центра района. Абсолютная высота — 306 метров над уровнем моря.

## История
В 1916 году являлась частью Овсянковской волости Зейского горного округа.
По данным 1926 года в деревне Буяки имелось 8 хозяйств (6 крестьянского типа и 2 прочих) и проживало 36 человек (18 мужчин и 18 женщин). В национальном составе населения преобладали русские. В административном отношении входила в состав Горкинского сельсовета Тыгдинского района Зейского округа Дальневосточного края.
Исключена из учётных данных в 1974 году как фактически не существующая.